# 阿根廷內戰
阿根廷內戰（西班牙語：Guerras civiles argentinas）是從1814年到1853年在阿根廷發生的一系列不同強度的內戰。時間上與阿根廷獨立戰爭（1810年-1820年）有重疊。同時东岸地区（烏拉圭東岸共和國前身）、巴拉圭和上秘魯等前拉普拉塔总督辖区領地逐渐脫離阿根廷。這一時期巴西帝國、不列顛帝國、法蘭西帝國等外國勢力也介入內戰。
最初衝突起因於南美洲聯合省內部的對立。南美洲聯合省地方當局反對中央政府有權任命和罷黜新省長的作法；普遍反對中央集權管理。衝突的升級導致了拉普拉塔聯合省最高總督職位的廢除和圖庫曼議會的解散，使阿根廷各省處於強人政治考迪羅的領導之下，導致零星的小衝突不斷爆發，甚至布宜諾斯艾利斯從阿根廷聯邦獨立，建立布宜諾斯艾利斯國，內戰的終結最終使得阿根廷的政體變為共和制，阿根廷共和國最終建立。